# Gösta Ekman (ämbetsman)
Sven Gösta Ekman, född 4 maj 1919 i Stockholm, död 26 april 2013 i Nacka, var en svensk jurist och ämbetsman.
Ekman avlade reservofficersexamen 1941 och juris kandidatexamen vid Stockholms högskola 1945, varefter han genomförde tingstjänstgöring 1945–1948. Han utnämndes till amanuens i kammarrätten 1949, blev assessor där 1959 och kammarråd 1966. Ekman utsågs 1964 till tillförordnad byråchef i Finansdepartementet, blev departementsråd 1965 och rättschef 1968. Han var generaldirektör för Riksskatteverket 1971–1983. Han utsågs 1990 till hedersdoktor vid Stockholms universitet. Ekman är begraven på Norra begravningsplatsen utanför Stockholm.